# École nationale supérieure des sciences agronomiques de Bordeaux Aquitaine
Pour les articles homonymes, voir BSA.
L’École nationale supérieure des sciences agronomiques de Bordeaux  ou Bordeaux Sciences Agro ou BSA est l'une des 204 écoles d'ingénieurs françaises accréditées au 1er septembre 2020 à délivrer un diplôme d'ingénieur.
Elle est située au cœur du campus de Bordeaux dans le département de la Gironde en région Nouvelle-Aquitaine.

## Histoire
Fondée en 1963, l’école fut la première écoles nationales d’ingénieurs des travaux agricoles (ENITA) créée en France à la suite de la loi Pisani du 2 août 1960. Spécialisée en viticulture et en foresterie, elle acquiert en 1999 le domaine viticole du Luchey-Halde sur ses fonds propres. Sa dénomination actuelle date de 2011.
Située au cœur du campus de Bordeaux, l’école bénéficie du  potentiel universitaire et scientifique, principalement en biologie appliquée, du site de Bordeaux ; elle est membre fondateur de la « Communauté d'universités et établissements d'Aquitaine » et membre du pôle de recherche et d'enseignement supérieur (PRES) Consortium national pour l'agriculture, l'alimentation, la santé animale et l'environnement (AGREENIUM).

## Les formations

### Le diplôme d’ingénieur agronome

#### Le recrutement
Formation initiale sous statut d'étudiant :
L'école recrute ses futurs ingénieurs agronomes essentiellement en 1re année, au niveau Bac+2 (165 étudiants)
Ils sont majoritairement issus des classes préparatoires BCPST ou TB (classe préparatoire TB) (concours A, 60 %), concours B (Licence L2 ou L3, 18 %), concours C (BTS ou DUT + une année préparatoire, 12 %), concours C2 (consécutivement au DUT, 5 %), Cycle Préparatoire de Bordeaux (CPBx), Cycle préparatoire polytechnique, ou concours Apprentissage. IUT Bordeaux
Les candidats titulaires d’un diplôme étranger peuvent prétendre à une admission en 2e année d’ingénieur à Bordeaux Sciences Agro via le concours DE. Ils devront justifier d’un diplôme sanctionnant 4 années d’études supérieures (240 ECTS ou équivalent) dans un domaine scientifique et réussir les épreuves du concours, à savoir évaluation du dossier et entretien.
Formation initiale sous statut d'apprenti :
Elle propose aussi des formations par apprentissage, qui se déroulent sur 3 ans en alternance entre le centre de formation et l’entreprise. Les apprentis-ingénieurs sont recrutés parmi les étudiants titulaires d'un diplôme bac+2 dans le domaine de la biologie et des sciences de la vie (en priorité les titulaires de BTSA mais d’autres candidatures peuvent cependant être examinées : BTS, DUT). Pour être définitivement admis, le candidat sélectionné par le jury doit signer un contrat d’apprentissage de 3 ans avec une entreprise dont il sera salarié. Aucuns frais d'inscription ne sont demandés pour cette formation.
Formation continue :
La formation d'ingénieur peut être suivie dans le cadre de la formation continue.

### Diplôme national d'œnologue
L'université de Bordeaux dispense les cours du diplôme national d’œnologue.

### Les Doctorats
- Œnologie-ampélologie
- Fonctionnement et modélisation des écosystèmes terrestres
- Économie industrielle et veille économique

## La recherche
Bordeaux Sciences Agro est un établissement sous tutelle du ministère chargé de l’Agriculture. Cette particularité impose de répondre par ses actions de recherche et de transfert aux enjeux portés par son ministère de rattachement. Membre d’Agreenium, Institut agronomique, Vétérinaire et Forestier de France, Bordeaux Sciences Agro participe au développement, au sein de la région Nouvelle-Aquitaine, d’un projet agronomique fort et identitaire, coordonné avec les universités et ses partenaires.

## Le Château Luchey-Halde
En 1999, l'école a fait l’acquisition du domaine de Luchey-Halde situé dans la prestigieuse appellation Pessac-Léognan. Elle produit depuis 2002 des vins blancs et rouges.